# Radical 148
Le radical 148, qui signifie la corne, est un des 20 des 214 radicaux chinois répertoriés dans le dictionnaire de Kangxi composés de sept traits.
Le caractère Unicode de 角 est 89D2.

## Caractères avec le radical 148
| nombre de traits          | caractères                 |
| ------------------------- | -------------------------- |
| Sans trait supplémentaire | 角                         |
| 2 traits supplémentaires  | 觓 觔                      |
| 4 traits supplémentaires  | 觕 觖 觗 觘 觙             |
| 5 traits supplémentaires  | 觚 觛 觜 觝 觞             |
| 6 traits supplémentaires  | 觟 觠 觡 觢 解 觤 觥 触 觧 |
| 7 traits supplémentaires  | 觨 觩 觪 觫                |
| 8 traits supplémentaires  | 觬 觭 觮 觯                |
| 9 traits supplémentaires  | 觰 觱                      |
| 10 traits supplémentaires | 觲 觳                      |
| 11 traits supplémentaires | 觴                         |
| 12 traits supplémentaires | 觵 觶                      |
| 13 traits supplémentaires | 觷 觸 觹                   |
| 14 traits supplémentaires | 觺                         |
| 15 traits supplémentaires | 觻 觼                      |
| 16 traits supplémentaires | 觽 觾                      |
| 18 traits supplémentaires | 觿                         |